# Viscàcies
Viscaceae és una família de plantes amb flors, la del vesc. L'any 1981 es reconeixia aquesta família en elsistema Cronquist, tanmateix, el sistema APG II de 2003, no reconeix aquesta família i el tracta com un sinònim de la Santalaceae.

## Viscaceae incloïa els següents gèneres
- Arceuthobium
- Dendrophthora
- Ginalloa
- Korthalsella
- Notothixos
- Phoradendron
- Viscum